# Буџет
Буџет је, у општем случају, списак планираних прихода и расхода појединца, фирме, организације, локалне заједнице или државе за одређени период, обично за једну годину.

## Државни буџет
Најчешће, државни буџет је једногодишњи документ, кога припрема министарство финансија у сарадњи са другим министарствима, док га усваја скупштина у облику закона. 
Буџет има карактер финансијског плана државе за једну годину и представља једну прогнозу, али је и више од тога: одредбе буџета су обавезујуће за државне органе на расходној страни и предвиђени издаци се не би смели прекорачивати без ребаланса буџета, тј. без измене буџета по истој процедури по којој је донет.
Садржај државног буџета обично чине развијени списак прихода и расхода, заједно са њиховим планираним износима за следећу годину, као и пратећим процесним и сличним одредбама.
На приходној страни наводе се сви законом прописани државни приходи – као што су сви поједини порези, накнаде, таксе, казне, приходи од камата и продаје државне имовине и слично. На расходној стани, која такође углавном произлази из материјалних закона, користе се две поделе. Прва је по административна, односно по државним институцијама као носиоцима расхода (скупштина, министарства, агенције, судови, здравство, просвета итд.), а друга по економским функцијама (плате и социјална давања за запослене, материјални трошкови, инвестиције, отплата дугова, субвенције, буџетска резерва итд). Обично се ове две поделе комбинују и добија сложена класификација.
У новије време, покушава се припрема буџета повезати са општом економском политиком планираном за дужи рок (пар или неколико година), како би се створила кохерентна основа и за буџетско планирање и за економску политику.
У свакој земљи постоји неколико нивоа државне организације. Минимум је два (државни и општински), а често постоји и трећи, средњи (федерална јединица, покрајина, регион, срез итд). И свака од тих јединица има свој буџет. Садржај свих буџета одређен је расподелом надлежности између њих, а која проистиче из устава и закона.

## Економски аспект буџета
Буџет доноси економске ефекте на више начина:
а) својим постојањем, јер убирање буџетских прихода смањује приватне инвестиције и уопште економску активност, док расходи позитивно утичу на економију, како кроз потрошњу државе, тако и кроз услуге које она пружа (правни систем, лична сигурност, новац итд),
б) својом величином, јер се верује да у општем случају приватни актери продуктивније користе новац него држава, па да је боље да је учешће државне потрошње у друштвеном производу мање,
в) постојањем дефицита или суфицита у буџету, јер
- постојање и финансирање дефицита може имати за последицу инфлацију,
- суфицит обично представља кочницу економској активности,

те је већина економиста стога наклоњена уравнотеженом буџету.